# نازنین انصاری
نازنین انصاری روزنامه‌نگار ایرانی-بریتانیایی است. وی مدیرمسئول روزنامه کیهان لندن است.

## زندگی و حرفه
نازنین انصاری در ایالات متحده، مدرک کارشناسی در روابط عمومی و دولت از دانشگاه جرج واشینگتن و کارشناسی ارشد خود را در روابط بین‌الملل و سیاست‌های تطبیقی از دانشگاه جرج‌تاون دریافت کرده است. او به عنوان داور دائمی در برنامه دیت‌لاین لندن در بی‌بی‌سی فعالیت می‌کند و تجزیه و تحلیل اخبار مربوط به ایران را در رادیو بی‌بی‌سی، سی‌ان‌ان، اسکای نیوز و الجزیره ارائه می‌دهد. وی همچنین با وب سایت اوپن‌دموکراسی همکاری می‌کند.

## زندگی شخصی
انصاری با اردوان فرهاد مشیری میلیاردر ایرانی انگلیسی ازدواج کرده بود و آنها دو فرزند دارند. سرانجام در سال ۲۰۱۵، از یکدیگر جدا شدند.